# Justo Ruiz
Justo Ruiz González, né le 31 août 1969 à Vitoria-Gasteiz en Espagne, est un footballeur international andorran, devenu entraîneur à l'issue de sa carrière, qui évoluait au poste de milieu de terrain.